# Terror X Crew
Terror X Crew waren eine Hip-Hop-Band aus Griechenland. Sie formierten sich 1992 in Athen in der bis heute unveränderten Besetzung Artemi und Efthimi (MCs) und DJ AL-X (Turntables, Sampler & Produktion) und sind auch als Graffiti-Writer aktiv.
Nach ersten Auftritten 1993 und 1994 erschien 1995 ihre erste EP mit 3 Stücken, mit der sie ihren Stil als Hardcore-Rapper deutlich machten, in der Folge gründeten sie den AN-Club, lange Zeit die einzige Heimstatt für Hip-Hop in Griechenland. Auf dem Anfang 1997 erschienenen Album I Polis Ealo (gr. Ή Πόλις εάλω) [Die Stadt ist erobert] führten sie ihren Stil weiter, bezogen aber erstmals auch griechische Musikelemente in ihre Musik mit ein, indem sie Rembetika der 1920er Jahre sampelten. In ihren Texten setzen sie sich kritisch mit der griechischen Gesellschaft auseinander. 1999 spielten sie während einer Südosteuropa-Tour als Vorgruppe für The Prodigy; ansonsten sind TXC bisher international, bis auf einzelne Beiträge zu Samplern, wenig bekannt geworden.

## Diskografie
- 1995: Terror X Crew, EP
- 1997: I Polis Ealo (Ή Πόλις εάλω)
- 1998: Mi phowase (Μη φοβάσαι) ["Fürchte dich nicht"] (FM Records, CD single)
- 1999: I Gefsi tou Menous (Ή γεύση του μένους) [Der Geschmack der Wut]
- 1999: I Gefsi tou Menous (FM Records, CD single)
- 2000: Xypnios mesa sta onira kapion allon (Ξύπνιος μέσα στα όνειρα κάποιων άλλων) ["Wach im Traum eines Anderen"] (FM Records, CD single)
- 2001: Essete Imar (Ἔσεται ἦμαρ) ["Der Tag wird kommen" (auf alt-griechisch)]